# Roman Catholic Relief Act 1829
Roman Catholic Relief Act 1829 var ett beslut i Storbritanniens parlament från 1829, under Arthur Wellesley, hertig av Wellingtons tid som premiärminister. Genom det tilläts medlemmar av romersk-katolska kyrkan också vara med och sitta i parlamentet.

### Fotnoter
1. ↑  ”The Duke of Wellington: Soldiering to Glory” (på engelska). BBC. 21 mars 2014. http://www.bbc.co.uk/history/british/empire_seapower/wellington_01.shtml. Läst 20 oktober 2017.
2. ↑  ”Empire and Sea Power” (på engelska). BBC. 21 mars 2014. http://www.bbc.co.uk/history/british/timeline/empireseapower_timeline_noflash.shtml. Läst 20 oktober 2017.